# Teoria do ímpeto

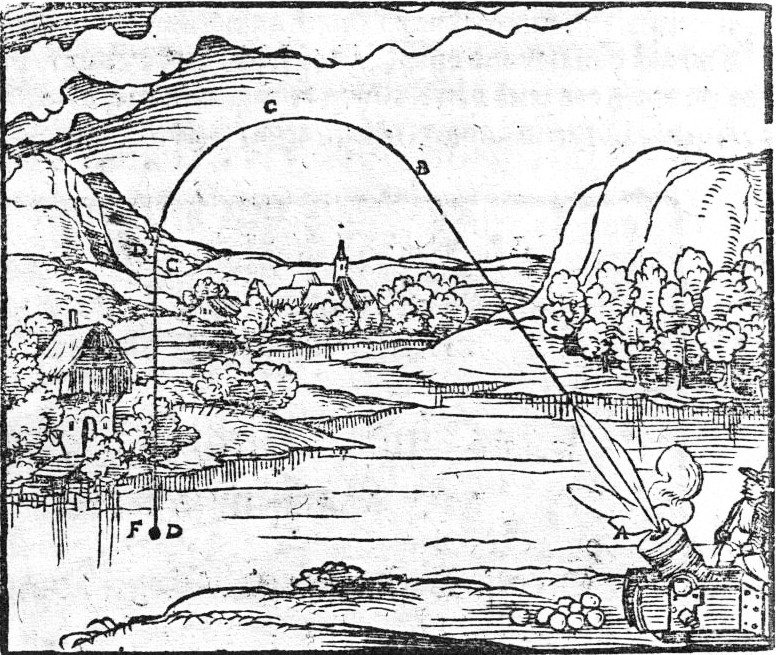
Xilogravura de Walther Hermann Ryff, de 1582

A teoria do ímpeto foi uma teoria auxiliar ou secundária da dinâmica aristotélica, apresentada inicialmente para explicar o movimento parabólico contra a gravidade. Foi introduzido por João Filopono no século VI, e elaborado por Alpetrágio no final do século XII. A teoria foi modificada por Avicena no século XI e Hibat Allah Abu'l-Barakat al-Baghdaadi no século XII, antes de ser posteriormente estabelecida no pensamento científico ocidental por Jean Buridan no século XIV. É o precursor intelectual dos conceitos de inércia, momento e aceleração na mecânica clássica.

## Teoria de Filopono
No século 6, João Filopono aceitou parcialmente a teoria de Aristóteles de que "a continuação do movimento depende da ação contínua de uma força", mas a modificou para incluir sua ideia de que o corpo arremessado adquire uma força motriz ou inclinação para o movimento forçado do agente que produz a movimento inicial e que este poder assegura a continuação de tal movimento. No entanto, ele argumentou que essa virtude impressa era temporária; que era uma inclinação que se autoexpunha, e assim o movimento violento produzido chega ao fim, voltando ao movimento natural.

## Teorias árabes
No século XI, Avicena discutiu a teoria de Filopono em O Livro da Cura, em Física IV.14 ele diz: 
Quando verificamos independentemente o problema (do movimento parabólico), achamos que a doutrina mais correta é a doutrina daqueles que pensam que o objeto movido adquire uma inclinação do movente
Avicena concordou que um impulso é dado a um projétil pelo lançador, mas ao contrário de Philoponus, que acreditava que era uma virtude temporária que diminuiria mesmo no vácuo, ele a considerava persistente, exigindo forças externas, como a resistência do ar para se dissipar isto. Avicena fez distinção entre 'força' e 'inclinação' (chamada de "mayl"), e argumentou que um objeto ganhou mayl quando o objeto está em oposição ao seu movimento natural. Portanto, ele concluiu que a continuação do movimento é atribuída à inclinação que é transferida para o objeto, e esse objeto estará em movimento até que o mayl se esgote. Ele também afirmou que um projétil no vácuo não pararia a menos que recebesse uma ação, o que é consistente com o conceito de inércia de Newton. Essa ideia (que divergia da visão aristotélica) foi mais tarde descrita como "ímpeto" por Jean Buridan, que pode ter sido influenciado por Avicena.
No século XII, Hibat Allah Abu'l-Barakat al-Baghdaadi adotou a teoria do ímpeto de Filopono. Em seu Kitab al-Mu'tabar, Abu'l-Barakat afirmou que o motor transmite uma inclinação violenta (mayl qasri) ao movido e que isso diminui à medida que o objeto em movimento se distancia do motor. Como Filopono, e ao contrário de Avicena, al-Baghdaadi acreditava que o mayl se autoextingue.
Ele também propôs uma explicação da aceleração de corpos em queda onde "um mayl após o outro" é aplicado sucessivamente, porque é o próprio corpo que cai que fornece o mayl, em oposição a atirar um arco, onde apenas um mayl violento é aplicado. De acordo com Shlomo Pines, a teoria de al-Baghdaadi era
a mais antiga negação da lei dinâmica fundamental de Aristóteles [a saber, que uma força constante produz um movimento uniforme], [e é, portanto, uma] antecipação de uma forma vaga da lei fundamental da mecânica clássica [ou seja, que uma força aplicada continuamente produz aceleração].
Jean Buridan e Alberto da Saxônia mais tarde referem-se a Abu'l-Barakat ao explicar que a aceleração de um corpo em queda é resultado de seu ímpeto crescente.

## Ímpeto buridânico
No século XIV, Jean Buridan postulou a noção de força motriz, que ele chamou de ímpeto.
Quando um motor coloca um corpo em movimento, ele implanta nele um certo ímpeto, isto é, uma certa força que permite a um corpo se mover na direção em que o motor o inicia, seja para cima, para baixo, para os lados ou em um círculo. O ímpeto implantado aumenta na mesma proporção que a velocidade. É por causa desse ímpeto que uma pedra se move depois que o atirador parou de movê-la. Mas por causa da resistência do ar (e também por causa da gravidade da pedra) que se esforça para movê-lo na direção oposta ao movimento causado pelo ímpeto, o último vai enfraquecer o tempo todo. Portanto, o movimento da pedra será gradualmente mais lento e, finalmente, o ímpeto é tão diminuído ou destruído que a gravidade da pedra prevalece e move a pedra em direção ao seu lugar natural. Na minha opinião, pode-se aceitar esta explicação porque as outras explicações provam ser falsas, enquanto todos os fenômenos concordam com esta.
Buridan dá à sua teoria um valor matemático: ímpeto = peso x velocidade.
O aluno de Buridan, Dominicus de Clavasio, em seu De Caelo de 1357, da seguinte forma:
“Quando algo move uma pedra com violência, além de impor-lhe uma força real, imprime nela um certo ímpeto. Da mesma forma, a gravidade não só dá movimento a um corpo em movimento, mas também dá a ele uma força motriz e um ímpeto [...]".
A posição de Buridan era que um objeto em movimento só seria detido pela resistência do ar e o peso do corpo que se oporia ao seu ímpeto. Buridan também afirmava que o ímpeto era proporcional à velocidade; assim, sua ideia inicial de ímpeto era semelhante em muitos aspectos ao conceito moderno de ímpeto. Buridan via sua teoria como apenas uma modificação da filosofia básica de Aristóteles, mantendo muitas outras visões peripatéticas, incluindo a crença de que ainda havia uma diferença fundamental entre um objeto em movimento e um objeto em repouso. Buridan também afirmou que o ímpeto pode ser não apenas linear, mas também circular por natureza, fazendo com que objetos (como corpos celestes) se movam em um círculo.
Buridan apontou que nem os motores imóveis de Aristóteles nem as almas de Platão estão na Bíblia, então ele aplicou a teoria do ímpeto à rotação eterna das esferas celestes por extensão de um exemplo terrestre de sua aplicação ao movimento rotativo na forma de uma roda de moinho que continua girando por um longo tempo após a mão propulsora original ser retirada, impulsionada pelo ímpeto impresso dentro dela. Ele escreveu sobre o ímpeto celestial das esferas da seguinte forma:
"Deus, quando criou o mundo, moveu cada uma das órbitas celestes como desejava e, ao movê-las, imprimiu nelas ímpetos que as moveram sem que ele tivesse que movê-las mais [...] E aqueles impulsos que ele imprimiu nos corpos celestes não foram diminuídos ou corrompidos depois, porque não havia inclinação dos corpos celestes para outros movimentos. Tampouco houve resistência que corrompa ou represse esse ímpeto”.
No entanto, ao descartar a possibilidade de qualquer resistência devido a uma inclinação contrária para se mover em qualquer direção oposta ou devido a qualquer resistência externa, ele concluiu que seu ímpeto não foi, portanto, corrompido por nenhuma resistência. Buridan também descartou qualquer resistência inerente ao movimento na forma de uma inclinação para descansar dentro das próprias esferas, como a inércia postulada por Averróis e Tomás de Aquino. Caso contrário, essa resistência destruiria seu ímpeto, como a historiadora da ciência anti-Duhemian Annaliese Maier sustentou o ímpeto parisiense que os dinâmicos foram forçados a concluir por causa de sua crença em uma inclinação inerente ad quietem ou inércia em todos os corpos.
Isso levantou a questão de por que a força motriz do ímpeto não move as esferas com velocidade infinita. Uma resposta dinâmica de impulso parecia ser que era um tipo secundário de força motriz que produzia movimento uniforme em vez de velocidade infinita, em vez de produzir movimento uniformemente acelerado como a força primária fazia, produzindo quantidades constantemente crescentes de impulso. No entanto, em seu Tratado sobre os céus e o mundo, em que os céus são movidos por forças mecânicas inerentes inanimadas, o pupilo de Buridan, Oresme, ofereceu uma resposta inercial tomista alternativa para este problema, pois ele postulou uma resistência ao movimento inerente aos céus (ou seja, nas esferas), mas que é apenas uma resistência à aceleração além de sua velocidade natural, ao invés do próprio movimento, e era, portanto, uma tendência a preservar sua velocidade natural.
O pensamento de Buridan foi seguido por seu aluno Alberto da Saxônia (1316–1390), por escritores na Polônia como João Cântio e os Calculadores de Oxford. Seu trabalho, por sua vez, foi elaborado por Nicole Oresme, que foi pioneira na prática de demonstrar as leis do movimento na forma de gráficos.

## O experimento do túnel e o movimento oscilatório
A teoria do ímpeto de Buridan desenvolveu um dos experimentos mentais mais importantes da história da ciência, a saber, o chamado 'experimento-túnel', tão importante porque trouxe o movimento oscilatório e pendular para o âmbito da análise dinâmica e compreensão na ciência da movimento pela primeira vez e, portanto, também estabeleceu um dos princípios importantes da mecânica clássica. O pêndulo iria desempenhar um papel crucialmente importante no desenvolvimento da mecânica no século XVII, e assim, de forma mais geral, foi o princípio axiomático da dinâmica galileana, huygeniana e leibniziana à qual o experimento do túnel também deu origem, ou seja, que um corpo se eleva ao mesma altura da qual caiu, um princípio de energia potencial gravitacional. Como Galileu Galilei expressou este princípio fundamental de sua dinâmica em seu Diálogo de 1632:
O corpo pesado em queda adquire ímpeto suficiente [na queda de uma determinada altura] para carregá-lo de volta a uma altura igual.
Este experimento imaginário previu que uma bala de canhão caiu em um túnel indo direto para o centro da Terra e saindo do outro lado iria além do centro e subir na superfície oposta para a mesma altura da qual caiu do outro lado, impulsionado para cima, passando do centro pelo ímpeto criado gravitacionalmente que acumulou continuamente ao cair para o centro. Este ímpeto exigiria um movimento violento correspondentemente ascendendo à mesma altura além do centro para que a agora oposta força da gravidade destruísse tudo na mesma distância que havia anteriormente exigido para criá-lo, e após o que, neste ponto de viragem, a bola então descer novamente e oscilar para frente e para trás entre as duas superfícies opostas em torno do centro ad infinitum, em princípio. Assim, o experimento do túnel forneceu o primeiro modelo dinâmico de movimento oscilatório, embora puramente imaginário no primeiro caso, e especificamente em termos de dinâmica de impulso {\displaystyle AB}.
No entanto, esse experimento mental foi então aplicado com mais astúcia à explicação dinâmica de um movimento oscilatório do mundo real, a saber, o do pêndulo, como segue. O movimento oscilante da bala de canhão foi dinamicamente assimilado ao de um pêndulo ao imaginá-lo preso à extremidade de um cordão cosmologicamente longo suspenso da abóbada das estrelas fixas centradas na Terra, por meio do qual o arco relativamente curto de seu O caminho através da Terra enormemente distante era praticamente uma linha reta ao longo do túnel. Os pêndulos do mundo real foram então concebidos como apenas microversões deste 'pêndulo de túnel', o modelo dinâmico paradigmático macrocósmico do pêndulo, mas apenas com cordas muito mais curtas e com seus pêndulos oscilando acima da superfície da Terra em arcos correspondentes ao túnel visto que seu ponto médio oscilatório foi dinamicamente assimilado ao centro do túnel como o centro da Terra.
Assim, enquanto os aristotélicos ortodoxos só podiam ver o movimento do pêndulo como uma anomalia dinâmica, como inexplicavelmente de alguma forma "caindo para descansar com dificuldade", como o historiador e filósofo da ciência Thomas Kuhn colocou em seu A Estrutura das Revoluções Científicas, de 1962, na nova análise da teoria do ímpeto, ela não estava caindo com nenhuma dificuldade dinâmica em princípio, mas sim caindo em ciclos repetidos e potencialmente intermináveis de movimento gravitacional natural para baixo alternado e movimento violento gravitacional para cima. Assim, por exemplo, Galileu acabou apelando para o movimento do pêndulo para demonstrar que a velocidade da queda livre gravitacional é a mesma para todos os pesos desiguais precisamente em virtude da modelagem dinâmica do movimento do pêndulo desta maneira como um caso de movimento gravitacional repetido ciclicamente. caem ao longo da horizontal em princípio.
Na verdade, o experimento do túnel e, portanto, o movimento do pêndulo, foi um experimento imaginário crucial em favor da dinâmica do ímpeto contra ambas as dinâmicas aristotélicas ortodoxas sem qualquer teoria do ímpeto auxiliar, e também contra a dinâmica aristotélica com sua variante H-P. Pois de acordo com as duas últimas teorias, o prumo não pode ir além do normal. Na dinâmica aristotélica ortodoxa, não há força para carregar o pêndulo para cima, além do centro, em um movimento violento contra sua própria gravidade, que o carrega para o centro, onde para. E quando combinada com a teoria auxiliar de Filopono, no caso em que a bala de canhão é liberada do repouso, novamente não há tal força porque toda a força inicial de impulso para cima originalmente impressa dentro dela para mantê-la em equilíbrio dinâmico estático foi exaurida, ou então, se algum permanecesse, estaria agindo na direção oposta e se combinaria com a gravidade para impedir o movimento através e além do centro. Nem deveria a bala de canhão ser lançada positivamente para baixo e, portanto, com um impulso inicial para baixo, poderia resultar em um movimento oscilatório. Pois, embora pudesse então passar além do centro, nunca poderia voltar para passar por ele e subir novamente. Pois, dinamicamente, neste caso, embora fosse logicamente possível que ele passasse além do centro se, ao alcançá-lo, algum do ímpeto descendente em constante decadência permanecesse e ainda fosse suficientemente forte para ser mais forte do que a gravidade para empurrá-lo para além do centro e para cima novamente, no entanto, quando eventualmente se tornasse mais fraca do que a gravidade, após o que a bola seria então puxada de volta para o centro por sua gravidade, ela não poderia então passar além do centro para se levantar novamente, porque não teria força dirigida contra a gravidade para superá-la . Pois qualquer impulso remanescente seria direcionado "para baixo" em direção ao centro, isto é, na mesma direção em que foi originalmente criado.
Assim, o movimento do pêndulo era dinamicamente impossível tanto para a dinâmica aristotélica ortodoxa quanto para a dinâmica de impulso H-P neste raciocínio analógico de 'modelo de túnel'. Mas foi previsto pela previsão do túnel da teoria do ímpeto precisamente porque essa teoria postulou que uma força de impulso descendente continuamente acumulada direcionada para o centro é adquirida no movimento natural, suficiente para carregá-la para cima além do centro contra a gravidade, e ao invés de apenas ter uma força de impulso inicialmente para cima, afastando-se do centro, como na teoria do movimento natural. Portanto, o experimento do túnel constituiu um experimento crucial entre três teorias alternativas do movimento natural.
Nessa análise, a dinâmica do ímpeto seria preferida se a ciência aristotélica do movimento incorporasse uma explicação dinâmica do movimento do pêndulo. E, de fato, também deveria ser preferido de forma mais geral se fosse para explicar outros movimentos oscilatórios, como as vibrações de vaivém em torno da normal das cordas musicais em tensão, como as de uma cítara, alaúde ou violão. Pois aqui a analogia feita com o experimento do túnel gravitacional era que a tensão na corda puxando-a para o normal desempenhava o papel da gravidade e, portanto, quando puxada, isto é, puxada para longe do normal e então liberada, isso era equivalente a puxar a bala de canhão para a superfície da Terra e então liberando-o. Assim, a corda musical vibrou em um ciclo contínuo de criação alternada de ímpeto em direção ao normal e sua destruição após passar pelo normal até que este processo comece novamente com a criação de novo ímpeto "para baixo", uma vez que todo o ímpeto "para cima" tenha sido destruído.
Essa postura de uma semelhança familiar dinâmica dos movimentos de pêndulos e cordas vibrantes com o experimento de túnel paradigmático, a mãe original de todas as oscilações na história da dinâmica, foi um dos maiores desenvolvimentos imaginativos da dinâmica aristotélica medieval em seu repertório crescente de modelos dinâmicos de diferentes tipos de movimento.
Pouco antes da teoria do ímpeto de Galileu, Giambattista Benedetti modificou a teoria crescente do ímpeto para envolver apenas o movimento linear:
"…[Qualquer] porção da matéria corporal que se move por si mesma quando um ímpeto foi impresso nela por qualquer força motriz externa tem uma tendência natural de se mover em um caminho retilíneo, não curvo."
Benedetti cita o movimento de uma pedra em uma tipoia como um exemplo do movimento linear inerente de objetos, forçados ao movimento circular.